# Велика Причија
Велика Причија је планински врх који се налази на планини Голија у Босни и Херцеговини. Поред Велике Голије ово је највиши врх планине Голије. Висок је 1.891 m.